# Linguística comparativa
A  linguística comparativa, também chamada linguística comparada, nasce no início do século XIX, com a hipótese genética ou genealógica. Na hipótese genética, são evocadas as questões referentes à natureza e pontuadas as relações entre as línguas. As línguas são classificadas em famílias e consideradas como organismos vivos. A teoria dos primeiros gramáticos comparativos era a de que, no decorrer do tempo, as línguas passavam por progressos ou retrocessos através de mecanismos de mudança.

## O Início da pesquisa linguística comparativa
William Jones,  linguista inglês, foi o primeiro a apontar as afinidades formais entre o grego, o latim, o persa e o sânscrito. Num discurso proferido perante a Sociedade Asiática, em Calcutá, no ano de 1786, Jones reconhecia uma relação entre estas línguas, limitando-se, porém, à descrição, não havendo em seu discurso qualquer sistema comparativo que explicasse as similaridades ou diferenças entre as línguas abordadas.
O interesse pela origem das línguas foi despertado pela influência sobre os filólogos que o comparativismo exerceu sobre a anatomia, a biologia e a paleontologia. Une-se a este fato o conhecimento, cada vez mais amplo, de semelhanças entre as línguas, evidência de algum parentesco linguístico que ainda não tinha sido explorado substancialmente.

## Os comparativistas alemães
Após a conferência de Jones, Friedrich von Schlegel publicou, em 1808, a obra Über die Sprache und die Weisheit der Indier. Na obra, Schlegel faz comparações sistemáticas e estabelece critérios de classificação entre as línguas. Há, para Schlegel, três tipos de língua: as isolantes (sem flexões), as sintéticas (com flexões) e as aglutinantes (sequências de unidades presas). Dentro deste esquema comparativo, o sânscrito é visto como uma língua decadente, em oposição ao latim, que é uma língua mais desenvolvida. Outra oposição feita por Schlegel é entre formas orgânicas e mecânicas, sendo as primeiras inflexionais para efeito de mudança, e as segundas passíveis de mudanças.
Após as importantes pesquisas de Schlegel, surgiram os estudos de August Von Schleicher.  Na obra Compendium der vergleichenden Grammatik der indogermanischen Sprachen, de 1861-1862, ele elaborou em seus estudos do indo-europeu a teoria da árvore genealógica (Stammbautheorie): há uma língua antepassada, cuja mudança gerou diversas ramificações. O resultado de sua pesquisa foi a definição de dois grandes ramos linguísticos: o ocidental e o oriental. O método de pesquisa de Schleicher foi isolar as estruturas gramaticais e elementos lexicais de várias línguas indo-europeias, analisando-os comparativamente. Ele o faz procurando reconstruir palavras por um parentesco hipotético entre as línguas, utilizando para isto uma "aplicação rigorosa de leis apropriadas do som."
Após a análise das estruturas gramaticais feita por Schleicher, Franz Bopp  publicou, em 1816, a obra Über das Conjugationssystem der Sanskritsprache: In Vergleichung mit jenem der griechischen, lateinischen, persischen und germanischen Sprache. Na obra, Bopp destaca elementos morfológicos: trata da importância das inflexões na conjugação dos verbos, comparando este fenômeno linguístico em várias línguas distintas.

## O comparativismo dinamarquês: Rasmus Rask
Na Dinamarca, Rasmus Rask  publicou um ensaio manuscrito intitulado Undersøgelse om det gamle nordiske Eller Islandske sprogs oprindelse, escrito em 1814 e publicado em 1818. Nesta obra, Rask analisou diferentes formas de diferentes línguas usando a metodologia comparativa. Seus princípios são muito semelhantes à Lei de Grimm, com a diferença de que foi uma pesquisa independente e anterior à obra Deutsche Grammatik.

## Wilhelm von Humboldt e a classificação das línguas
As pesquisas continuaram com Wilhelm von Humboldt, que classificou as línguas como isolantes, aglutinantes e flexionais. Na obra Über die Versschiedenheit des menschlichen Sprachbaues und ihren einfuss auf die geistige Entuwickelung des Menschengerschlechts, estabeleceu critérios estruturais para as estas e definiu regras de aglutinação e substituição. Humboldt ainda afirma, nesta obra, ser a estrutura das línguas um reflexo do Volksgeist (espírito do povo). Ao mesmo tempo, esta manifestação coletiva, que é a língua, reflete a individualidade do espírito humano, que impõe sobre o mundo a sua ação. Afirma Humboldt:
A força do espírito, que desde a profundidade e plenitude de seu interior impõe sua ação sobre o curso das coisas deste mundo, é o verdadeiro princípio criador que rege a evolução a um tempo escondida e misteriosa da humanidade, e é o que mais conduz à frente a evolução manifesta, visivelmente composta de concatenações de causas e efeitos. Esta peculiaridade singular do espírito dá novo alcance ao conceito de intelectualidade humana, já que, quando se manifesta, é de forma inesperada... Quando assim ocorre, a forma antiga da língua é fragmentada e  mesclada com elementos estranhos, seu verdadeiro organismo se decompõe, e as forças que lutam para se impor não conseguem fazer dela o fundamento de uma nova via sem insuflar-lhe um princípio vital que ofereça novo impulso ao espírito.
Percebe-se que Humboldt entende que a linguagem seja uma habilidade criadora humana, com caráter universal, e que a língua seja fruto da capacidade do falante em produzir um número infinito de atos da fala. De igual modo, estes inúmeros atos, dentro da coletividade, também representam o espírito coletivo da comunidade de falantes, o que implica dizer que "cada língua tem fundamento no espírito dos povos e nas famílias dos respectivos povos".). Há em Humboldt uma abordagem da linguagem e da língua na perspectiva individual e coletiva.

## Jacob Grimm e os princípios flexionais
Uma obra muito importante na história da pesquisa da gramática comparativa é a Deutsche Grammatik, de Jacob Grimm,  cuja primeira edição é de 1819, e a segunda de 1922. Na obra, foram trazidos novos e importantes princípios flexionais. O primeiro princípio, o Ablaut, marca as mudanças nas formas verbais das línguas a partir de uma forma indo-europeia. O segundo princípio, o Umlaut, consiste um novo processo que ocorre nas línguas germânicas, marcando alterações de natureza distinta. Por descrever os processos de mudança fonológica e correspondência fonética, os critérios que estabeleceu passaram a ser conhecidos como "Lei de Grimm". Nesta lei são considerados processos recorrentes, fenômenos de massa, dados fora do controle humano e confusão entre letras e sons como elementos fundamentais para modificações no plano fonológico das línguas pertencentes ao mesmo tronco linguístico.

## Die Darwinsche Theorie und die Sprachwissenschafte a pesquisa sobre o indo-europeu
Mais uma vez, August Schleicher alcançou importância quando, em 1863, publicou Die Darwinsche Theorie und die Sprachwissenschaft. Nesta obra, Schleicher isolou estruturas aglutinantes e estruturas inflexionáveis. Explicou estes fenômenos afirmando que as línguas são orgânicas, e por isto têm um comportamento que pode ser descrito, analisado e previsto.
Os gramáticos comparativos são responsáveis pela pesquisa do idioma indo-europeu. O indo-europeu é uma língua hipotética, sugerida a partir das evidências de uma origem comum para um grupo de línguas que eram faladas num passado remoto entre a Europa (extremo ocidental) e a Índia (extremo oriental). O vocábulo “indo-europeu” foi utilizado pela primeira vez pelo filólogo Johann Christoph Adelung. O primeiro a observar sistematicamente o idioma indo-europeu dentro do espectro da gramática comparativa foi Franz Bopp. Em sua gramática comparada de 1816 entre o sânscrito, o grego, o latim, o persa e o germânico. A segunda gramática de Bopp foi lançada em 1833, tratando do sânscrito, do avéstico, do latim, do lituano, do gótico e do alemão. No término da publicação, com o advento do segundo volume, foi acrescentado o antigo eslavo.
O mérito de Bopp foi evitar generalizações vagas, renovando o estudo das línguas. Porém, além de se deter na morfologia (raiz, ou atributo; cópula ou predicação; e pessoa ou sujeito), desprezando a evolução fonética e suas regras, o emprego das formas linguísticas e a estrutura da frase; Bopp ainda considerava mudanças linguísticas como desintegração da estrutura original organizada. Em suas pesquisas, Bopp concluiu que o sânscrito era a língua que havia conservado os aspectos morfológicos “originais”. Percebe-se em Bopp a influência das concepções dos gramáticos de Port-Royal.  Além das contribuições de Bopp no campo da morfologia, Schleicher e seu discípulo, J. Schmidt, trataram do fonetismo indo-europeu.

## A semântica comparativista
Entre os gramáticos comparativos, havia aqueles que procuravam descrever a atribuição do sentido às palavras numa língua. A obra Semasiologie, publicada em 1825 por Karl Christian Reisig, aborda o significado dos princípios que governam o desenvolvimento do sentido das palavras, considerando a sintaxe e a etimologia na filologia latina.  Também Hermann Paul, em Prinzipien der Sprachgeschichte, de 1880; e Arsène Darmesteter, em La vie des mots étudiée dans leurs significations, de 1887, tratam da questão. Porém Michel Bréal é o primeiro a usar o termo “semântica” na obra Les lois intellectuelles du langage, de 1883. As leis descritas por Bréal são psicologicamente motivadas, ou seja, as mudanças na língua são motivadas pela necessidade de uma melhor comunicação e clareza no discurso.

## Letra e fonema
Também entre os gramáticos comparativos surgiu o conceito de “letra” e “fonema”. Grimm, em 1822, usava o termo “letra” (Buchstabe) para nomear o símbolo gráfico e o som. O primeiro a diferenciar ambos foi Dufriche-Desgenettes que, em 1873, usou a palavra phonème (fonema) para a unidade sonora de uma língua. Sweet, em 1877, estabeleceu um modelo de transcrição fonética, com símbolos distintos para sons distintos. Os fonemas ainda foram descritos por Saussure em 1879, que comparou as diferentes descrições dos fonemas em alfabetos de diferentes línguas. Para Kryszewski, em 1879, os fonemas eram unidades psicologicamente autônomas. Baudouin de Courtenay estabeleceu, em 1882, uma distinção abstrata entre som e fala.

## Os neogramáticos
Depois do período dos gramáticos comparativistas do período de Grimm, as evoluções fonéticas continuaram a ser estudadas pelos chamados “neogramáticos” (Junggrammatiker). A escola surgiu após a dissidência de um grupo de jovens estudantes alemães, que romperam com seu mestre Curtius. Entre os principais representantes desta escola, estão Hermann Osthoff e Karl Brügmann, além de Hermann Paul. Segundo Davies, o ponto principal de discordância entre Curtius e os neogramáticos é a seguinte:
"Em 1870, na Alemanha, o antiorganicismo foi associado a um grupo de jovens estudantes congregados em torno do eslavista August Leskien, de Leipzig; eles assumiram o nome Junggrammatiker ("neogramáticos" é a tradução usual). No prefácio do Morphologische Untersuchungen, de 1878, considerado o manifesto do movimento, Karl Brügmann e Hermann Osthoff defendem que a língua não pode ser estudada em separado da fala".